# وين مكس ميوزيك

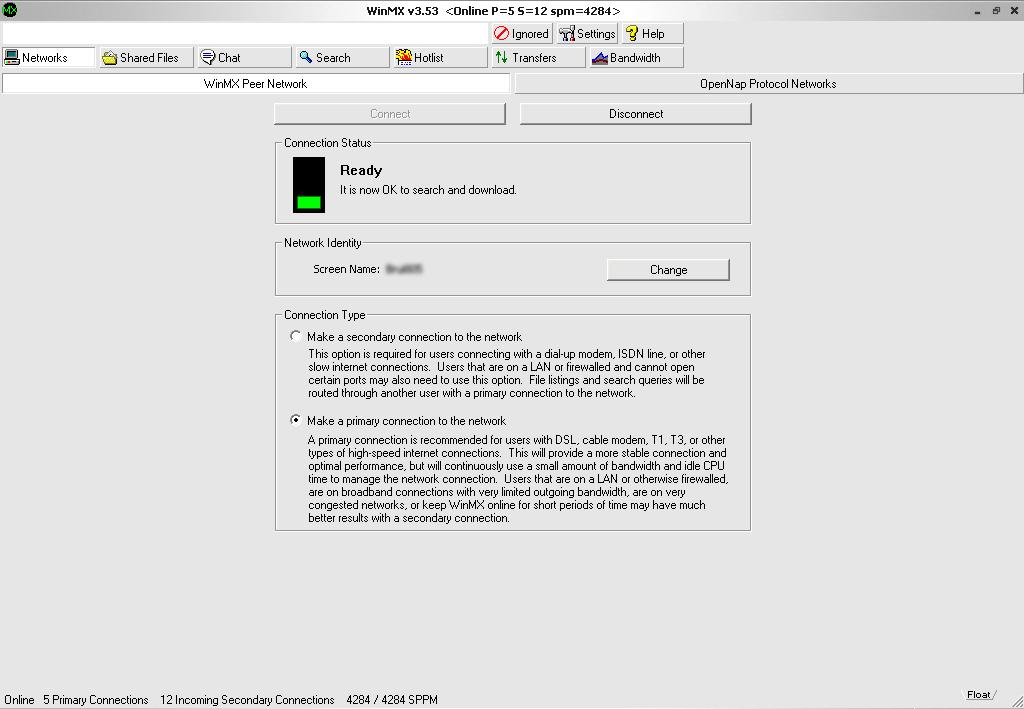

برنامج الوين مكس ميوزيك (بالإنجليزية: WinMX Music)‏ وهو برنامج مجاني لمشاركة الملفات طرف لطرف peer-to-peer أو بالمختصر (P2P). الوين مكس برنامج لتناقل الملفات بشتى أنواعها على شبة خاصة داخل شبكة الإنترنت العالمية دون الحاجة لفتح الإكسبلور أو أي موقع أو أي رقابة أو عن طريق فتح ضغط الملف الرمزي الحديث.
البرنامج لا يختلف عن مثيله لايم واير لذلك يمكن مراجعة نفس الخصائص.

## وصلات خارجية
- WinMX
- WinMX World
- WinMX
- WinMX